# مهر نبوت

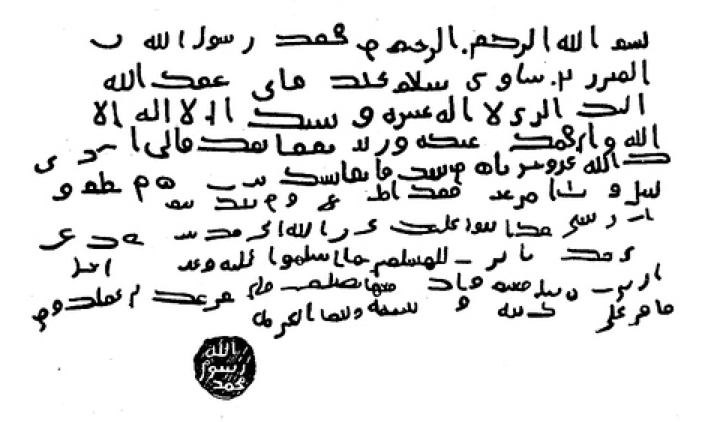
تصویر نامه محمد به حاکم بحرین. مهر در پایین نامه به شکل دایره‌ای تیره‌رنگ دیده می‌شود.

بزرگنمایی مهر نبوت

مهر نبوت (به عربی: ختم الرسول) به مهری گفته می‌شود که محمد پیامبر اسلام برای امضای نامه‌هایش از آن استفاده می‌کرد. این مهر به شکل دایره است و در ۳ خط عبارت «محمد رسول‌الله» روی آن به صورت پایین به بالا نوشته شده‌است (در هر سطر یکی از سه واژه محمد، رسول و الله). دلیل برعکس نوشته‌شدن متن مهر این بود که محمد نمی‌خواست نام خود را بالاتر از نام خداوند قرار دهد. در مورد منشأ و سرنوشت این مهر در منابع اولی‌های نظیر تاریخ طبری، ماجراهایی ذکر شده‌است. اکنون یک مهر مستطیل‌شکل با عبارت محمد رسول‌الله که ختم‌الرسول نام دارد در موزه توپقاپی استانبول نگهداری می‌شود. 

## ارتباط آن با نماد داعش
در قسمت پایین پرچم داعش و چند گروه تروریستی دیگر یک دایره سفید حاوی سه کلمه  است که به روایتی شبیه مهر و موم محمد پیامبر اسلام است، مشابه آنچه که محمد، باری برای مهر کردن پاکت نامه استفاده می کرده است.